# Guillaume de Vaudoncourt
Guillaume de Vaudoncourt (24. září 1772, Vídeň, Rakousko – 2. května 1845, Passy, Francie) byl francouzský generál a válečný historik.

## Životopis
Guillaume de Vaudoncourt, třebaže rodák z Vídně byl dítětem francouzských rodičů a své vzdělání získal v Berlíně a poté v Paříži, kde vstoupil roku 1791 do armády a roku 1797 jej generál Bonaparte jmenoval velitelem dělostřelectva Cisalpinské republiky. Po převratu 18. brumaire (9. listopadu 1799) byl vybrán k práci v generálním štábu a roku 1800 povýšen na plukovníka. O rok později je jmenován vrchním velitelem artilérie Italské republiky a s ním roku 1805 pomohl Massenovi při jeho úspěších na Brentu a Tagliamentu. Od roku 1809 velel v Tyrolsku a roku 1812 prodělal pod vicekrálem Evženem tažení do Ruska. Při ústupu onemocněl a ve Vilnu upadl do ruského zajetí, z kterého se vrátil roku 1814 a vstoupil do služeb Bourbonů. Během tzv. Stodenního císařství ho Napoleon jmenoval inspektorem národní gardy v Alsasku a po pádu Napoleona emigroval. Nejprve našel azyl v Mnichově a roku 1821 odešel do Piemontu a krátký čas zde byl vrchním velitelem konstituční armády. Pak dále cestoval přes Španělsko do Anglie.
Roku 1825 se vrátil zpět do Francie, ale do armády již nevstoupil. Zabýval se válečnou historií, které ve druhé polovině svého života věnoval veškerý čas. V centru jeho zájmu byla historie napoleonských válek. Jeho díla jsou rozsáhlá, podrobně popisující tažení, přehledná, obvykle s přiloženými mapkami či atlasem. Stejným způsobem je popsaná i historie tažení Hannibala do Itálie.

## Dílo
Z děl jsou nejvýznamnější:
- Memoires pour servir a l’histoire de la campagne de Russie en 1812 (Paříž, 1815)
- Histoire de campagne d’Annibal en Italie + Atlas (Milán, 1812, 3 svazky)
- Histoire de campagnes d’Italie en 1803 et 1804 + Atlas (Mnichov a Londýn, 1817)
- Histoire de la guerre de Francais en Alemagne en 1813 + Atlas (Paříž, 1819)
- Histoire des campagnes de 1814 et 1815 en France (Paříž, 1826, 5 svazků)
- Histoire politique et militaire du prince Eugene, viceroi d’Italie (Paříž, 1827, 3 svazky)